# Ментално здравље одојчади
Ментално здравље одојчади је студија менталног здравља која се примењује на одојчад, малу децу и њихове породице. Поље истражује оптималан друштвени и емоционални развој одојчади и њихових породица у прве три године живота. Когнитивни развој и развој моторичких способности такође се могу сматрати делом слике менталног здравља одојчади. Док се интересовање за ментални живот одојчади у контексту њихових раних веза може пратити кроз дела Ане Фројд, Јохана Бовлбија и Доналда Виникота у Великој Британији, ментално здравље одојчади се развио као покрет политике јавног здравља, облик емпиријско истраживање (посматрање беба), и промена у клиничкој пракси паралелна са женским покретом и повећаном свешћу о распрострањености и последицама злостављања и занемаривања деце током 1960-их и 1970-их.  Огромна литература која се појавила од настанка ове области приказана је у неколико кључних текстова.. Основни принципи процене и лечења менталног здравља одојчади укључују разматрање најмање три елемента: родитеља (родитеље), дете и њихов однос, имајући на уму брз и формативан развој мозга и ума у првим годинама живота.

## Организације
Широм света, Светско удружење за ментално здравље одојчади (енг. Worldwide, the World Association for Infant Mental Health (WAIMH) и његове подружнице активно раде на решавању проблема менталног здравља одојчади и раде на текућим научним и клиничким студијама о развоју одојчади и његовом утицају на каснији развој.
У Сједињеним Америчким Државама организација Национални центар за одојчад, малу децу и породице такође игра важну улогу у истраживању одојчади и мале деце. Ова организација користила је образац од нуле до три који је био одговоран за стварање Дијагностичке класификације: 0-3 (ДЦ: 0-3), ревидиране верзије (ДЦ: 0-3Р), а 2016. ДЦ: 0-5 која омогућава стручњацима за ментално здравље да дају дијагнозу менталног здравља одојчади, малој деци и њиховим односима са старатељима када патња и дисфункција достигну ниво који сугерише психопатологију и захтева интервенцију.
И Both Zero-to-Three and WAIMH наводе емпиријско истраживање у заговарању процене и лечења психијатријских проблема код деце која нису вербална. Неколико држава има организације за ментално здравље новорођенчади повезане са WAIMH and Zero-to-Three..
Ове организације издају билтене и часописе попут „Од нуле до три“ и организују конференције и обуке за појединце који раде са малом децом и њиховим породицама.
„Часопис за ментално здравље одојчади“ (енг. Infant Mental Health Journal) издаје Wiley, а у власништву је Мичигенског удружења за ментално здравље одојчади.
Ментално здравље одојчади најчешће подразумева интердисциплинарну праксу која је између осталих кључних личности започела својим радом Селме Фраиберг у њеном чланку „Духови у јаслицама“.
Практичари менталног здравља одојчади данас пружају интервенције усмерене на односе са родитељима, хранитељима и другим примарним старатељима, заједно са њиховом одојчади и малом децом. Подршка и брига о менталном здрављу, када је то назначено, нуди се како би се помогло родитељима да се повежу са својом бебом и малом децом и да боље разумију нерешене губитке из своје прошлости како би им били емоционално доступни.
Један од главних циљева интервенције менталног здравља одојчади је постизање задовољавајућег односа између родитеља (родитеља) и одојчета/малишана, као и већа сигурност и приврженост.